# Melis Yılmaz
Melis Yılmaz (Istanbul, 28 giugno 1997) è una pallavolista turca, libero del Türk Hava Yolları.

## Carriera

### Club
La carriera di Melis Yılmaz inizia nel 2010, quando entra a far parte del settore giovanile del Fenerbahçe, dove gioca per quattro annate. Nella stagione 2014-15 viene promossa in prima squadra, debuttando in Voleybol 1. Ligi e vincendo la Coppa di Turchia e lo scudetto. Nella stagione seguente gioca nella serie cadetta turca, ceduta in prestito annuale al Beşiktaş, che aiuta a centrale la promozione in massima serie.
Nel campionato 2016-17 rientra al Fenerbahçe, con cui vince la Coppa di Turchia e lo scudetto. Dopo cinque annate con le gialloblu, nella stagione 2021-22 si accasa nell'Aydın BB, mentre nella stagione seguente difende i colori del Türk Hava Yolları.

### Nazionale
Nel 2014 fa parte della nazionale turca under 19, vincendo la medaglia di bronzo al campionato europeo di categoria, mentre nel 2015 fa parte della nazionale under 20.
Esordisce nella nazionale maggiore nel 2016. Nel 2022 conquista la medaglia d'argento ai XIX Giochi del Mediterraneo e ai Giochi della solidarietà islamica.

## Palmarès

### Club
- Campionato turco: 2

2014-15, 2016-17
- Coppa di Turchia: 2

2014-15, 2016-17

### Nazionale (competizioni minori)
- Campionato europeo under 19 2014
- Giochi del Mediterraneo 2022
- Giochi della solidarietà islamica 2021